# My Favorites of Hank Williams
Albums de George Jones
Homecoming in Heaven
(1962) I Wish Tonight Would Never End
(1963)
My Favorites of Hank Williams est un album de l'artiste américain de musique country George Jones. Cet album est sorti en 1962 sur le label United Artists Records. C'est le deuxième album hommage de Jones à la musique de Hank Williams.

## Liste de pistes
Toutes les chansons écrites par Hank Williams, sauf indication contraire.
| No  | Titre                                    | Auteur                   | Durée |
| --- | ---------------------------------------- | ------------------------ | ----- |
| 1.  | You're Gonna Change (Or I'm Gonna Leave) |                          | 2:14  |
| 2.  | You Win Again                            |                          | 2:27  |
| 3.  | Mansion on the Hill                      | Fred Rose, Hank Williams | 2:21  |
| 4.  | I Just Don't Like This Kind of Livin'    |                          | 2:29  |
| 5.  | Lonesome Whistle                         | Davis, Williams          | 2:20  |
| 6.  | Wedding Bells                            | Claude Boone             | 2:10  |
| 7.  | Your Cheatin' Heart                      |                          | 2:28  |
| 8.  | They'll Never Take Her Love from Me      | Payne                    | 2:29  |
| 9.  | I Heard You Crying in Your Sleep         |                          | 2:10  |
| 10. | A House Without Love                     |                          | 2:24  |
| 11. | I Could Never Be Ashamed of You          |                          | 2:22  |
| 12. | Take These Chains from My Heart          | Heath, Rose              | 2:20  |